# Злобин, Сергей Леонидович
Серге́й Леони́дович Зло́бин (род. 12 декабря 1956) — советский легкоатлет, специалист по бегу на длинные дистанции и кроссу. Выступал на всесоюзном уровне в 1980-х годах, серебряный и бронзовый призёр чемпионатов СССР, победитель Мемориала братьев Знаменских. Представлял Южно-Сахалинск, спортивные общества «Спартак» и «Труд». Мастер спорта СССР.

## Биография
Сергей Злобин родился 12 декабря 1956 года. Занимался лёгкой атлетикой в Южно-Сахалинске, выступал за добровольные спортивные общества «Спартак» и «Труд» соответственно.
Первого серьёзного успеха на всесоюзном уровне добился в сезоне 1980 года, когда на чемпионате СССР в Донецке выиграл серебряную медаль в зачёте бега на 10 000 метров, уступив лишь Валерию Криулину.
В 1981 году одержал победу в беге на 5000 метров на соревнованиях в Сочи.
В 1982 году стал бронзовым призёром в дисциплине 8 км на чемпионате СССР по кроссу, прошедшем в рамках финала XXI Всесоюзного кросса на призы газеты «Правда» в Москве. В дисциплине 10 000 метров с личным рекордом 28:12.34 превзошёл всех соперников на Мемориале братьев Знаменских в Москве, тогда как на чемпионате СССР в Киеве завоевал бронзовую награду. На дистанции 5000 метров финишировал девятым на соревнованиях в Подольске, так же установив личный рекорд — 13:39.22.
Окончил Сахалинское мореходное училище Министерства рыбного хозяйства СССР.